# مارك ثورب
مارك ثورب (بالإنجليزية: Marc Thorpe)‏ هو مهندس معماري أمريكي، ولد في 1978 في ناشفيل في الولايات المتحدة.